# رينالدو دا كروز أوليفيرا
رينالدو دا كروز أوليفيرا (بالبرتغالية: Reinaldo da Cruz Oliveira Nascimento‏) (14 مارس 1979 في إيتاغواي في البرازيل – )؛ هو لاعب كرة قدم كان يلعب كمهاجم.

## وصلات خارجية
- رينالدو دا كروز أوليفيرا على موقع رابطة كرة القدم اليابانية للمحترفين (اليابانية)
- رينالدو دا كروز أوليفيرا على موقع دوري كوريا الجنوبية (الإنجليزية)
- رينالدو دا كروز أوليفيرا على موقع قاعدة بيانات كرة القدم.إي يو (الإنجليزية)
- رينالدو دا كروز أوليفيرا على موقع ليكيب (الفرنسية)
- رينالدو دا كروز أوليفيرا على موقع Soccerbase.com (لاعب) (الإنجليزية)
- رينالدو دا كروز أوليفيرا على موقع Soccerway.com (الإنجليزية)
- رينالدو دا كروز أوليفيرا على موقع عالم كرة القدم.نت (الإنجليزية)